# Mieroszyno
Mieroszyno (kaszb. Mierëszëno, niem. Miruschin) – wieś kaszubska w Polsce, położona w województwie pomorskim, w powiecie puckim, w gminie Puck. 
W latach 1954–1959 wieś należała i była siedzibą władz gromady Mieroszyno, po jej zniesieniu w gromadzie Strzelno. W latach 1975–1998 wieś administracyjnie należała do województwa gdańskiego.
Wieś jest siedzibą sołectwa Mieroszyno, w którego skład wchodzą również: Łyśniewo, Mieroszyno-Parcele, Czarny Młyn i Kaczyniec. 
Wieś o charakterze letniskowym, w sezonie letnim stanowi turystyczne zaplecze noclegowe dla Jastrzębiej Góry.
Dawna wieś królewska w starostwie puckim w powiecie puckim województwa pomorskiego w II połowie XVI wieku. 

## Nazwa
Słownik geograficzny Królestwa Polskiego podaje nazwę kaszubską Mierëszëno, trzy nazwy polskie Mieruszyn, Miruszyn oraz Miruszyno oraz zgermanizowaną Miruschin. Pierwszy raz nazwa wymieniona jest w dokumencie z roku 1286, w którym książę Mściwój II nadaje wieś sędziemu puckiemu Jarosławowi.
Podczas zaboru pruskiego wieś nosiła nazwę niemiecką Miruschin. Podczas okupacji niemieckiej nazwa Miruschin w 1942 została przez nazistowskich propagandystów niemieckich (w ramach szerokiej akcji odkaszubiania i odpolszczania nazw niemieckiego lebensraumu) zweryfikowana jako zbyt kaszubska i przemianowana na nowo wymyśloną i bardziej niemiecką – Brünhausen .

## Integralne części wsi
| SIMC    | Nazwa              | Rodzaj  |
| ------- | ------------------ | ------- |
| 0170564 | Łyśniewo           | kolonia |
| 0170618 | Mieroszyno-Parcele | kolonia |